# 青冈镇
青冈镇，是中华人民共和国黑龙江省绥化市青冈县下辖的一个行政建制镇。

## 行政区划
青冈镇下辖以下地区：
人民街第一社区、人民街第二社区、人民街第三社区、人民街第四社区、民主街第一社区、民主街第二社区、民主街第三社区、民主街第四社区、建设街第一社区、建设街第二社区、建设街第三社区、建设街第四社区、立新街第一社区、立新街第二社区、立新街第三社区、立新街第四社区、富强街第一社区、富强街第二社区、富强街第三社区、富强街第四社区、新建街第一社区、新建街第二社区、新建街第三社区、新建街第四社区、新建街第五社区、繁荣街第一社区、繁荣街第二社区、繁荣街第三社区、繁荣街第四社区、繁荣街第五社区、文明街第一社区、文明街第二社区、文明街第三社区、文明街第四社区、文明街第五社区、展望村、乐园村、乐民村、利民村、新民村、东郊村、东化村、东风村和团结村。